# Syrmatia asteris
Syrmatia asteris är en fjärilsart som beskrevs av Gray 1832. Syrmatia asteris ingår i släktet Syrmatia och familjen Riodinidae. Inga underarter finns listade i Catalogue of Life.